# Parvidrilus
Genre
Le genre Parvidrilus est le genre unique de la famille des Parvidrilidae, dont il possède toutes les caractéristiques. Ce sont des vers aquatiques souterrains, dont la découverte est attribuée à Christer Erséus (sv), en 1999. On connaît actuellement 8 espèces, trouvées principalement en Europe et aux États-Unis.

## Espèces
Selon World Register of Marine Species (25 mars 2019) :
- espèce Parvidrilus camachoi Martínez-Ansemil & Sambugar, 2012
- espèce Parvidrilus gianii Martínez-Ansemil & Sambugar, 2012
- espèce Parvidrilus jugeti DesChâtelliers & Martin, 2012
- espèce Parvidrilus meyssonnieri DesChâtelliers & Martin, 2012
- espèce Parvidrilus spelaeus Martínez-Ansemil, Sambugar & Giani, 2002
- espèce Parvidrilus stochi Sambugar & Martínez-Ansemil, 2012
- espèce Parvidrilus strayeri Erséus, 1999
- espèce Parvidrilus tomasini Sambugar & Martínez-Ansemil, 2012